# УСТ Орлик (Берхтесгаден)
УСТ «Орлик» (Українське Спортове Товариство «Орлик») — українське спортивне товариство з німецького містечка Берхтесгаден.

УСТ «Орлик» виникло після переїзду частини мешканців українського табору з Карлсфельду до Берхтесгадену. З ініціативою інсп. Мирона Микити відбулася 21 травня 1946 р. ініціативна зустріч і вже 27 травня на зборах засновано окреме товариство «Орлик» (Берхтесгаден-Струб український табір, 1900 осіб, 280 членів товариства). Першим головою став Роман Мицик (секретар М. Микита), другим — Михайло Курило, від осені 1947 р. — М. Микита, а в 1948 р. — інженер Володимир Татомир. До розвитку товариства спричинилися ще секретар і спортсмен Остап Кактус, господар Євген Колодій і інж. Лідія Дяченко.
Товариство мало сильні команди з волейболу жінок, настільного тенісу, баскетболу, шахів і легкої атлетики, а проведений в 1947 р. гімнастичний показовий вечір був єдиним в зоні. Досягнення альпіністів, — подолання східної стіни славного Вацмана — завершують велику працю товариства.
Праця секцій:
- волейбол чоловіки — з червня 1946 р. розіграла 42 змагань, а в т. ч. 32 з чужинцями. Взяла участь в обласних змаганнях 1946 р. і 1947 р.
- волейбол жінок — крім першості області 1946 і 1947 рр. змагалася в усіх зональних турнірах і взимку 1946 р. здобула першість зони в грі в залі. Грузинів, Орися Варцаба і Дарія Тарнавська грали в збірній українців проти естонок в Аугсбурзі в 1947 р. Секція провела 34 змагання і 1 турнір.
- баскетбол чоловіки — організована влітку 1947 р. проф. Петром Свистуном, із молодих атлетів сформувалася на першорядну дружину. Крім змагань з балтійцями з місцевого табору «Інзуля», ланка взяла участь в зональному турнірі взимку 1947 р. (3-є місце) і весною 1948 р. (також 3-є місце).
- гімнастика — в березні 1947 р. урядила двократно багатий програмою показовий гімнастичний вечір з вільними вправами. Влітку 1946 р. близько 30 осіб щоденно рано проводили вправи.
- легка атлетика — відбула легкоатлетичний двозмаг з «Хортицею» (Травнштайн) 80:80; друге місце в зональних змаганнях 1946 р. і участь в зональних змаганнях 1947 р. Провела Листопадовий Марш за участю 135 осіб. Восени 1947 р. здобула перше місце в міждіпівських змаганнях в Розенгаймі. Відзнаку Фізичної Вправності здобуло 42 члени. Найкращі атлети: Роман Микитович, Марта Фіцалович, Ігор Білинський, Микитюк.
- шахи — відбула 18 змагань (10 з чужинцями), 3 симультани і 1 гру насліпо. Здобула першість області в 1946 р. і 3-є місце в зональному турнірі 1947 р. (не програвши жодне змагання). Секція організувала зональний індивідуальний турнір 1946 р. і її представник інж. Козма Кузь здобув перше місце в зоні. Чемпіон товариства — д-р Лебедович.
- настільний теніс — виплекала багатьох першорядних спортсменів. Три чемпіонства області 1946-1948 рр., другі місця в зональних командних турнірах 1947 і 1948 рр. в категоріях чоловіків і жінок. В індивідуальних зональних турнірах 1947 р. в категорії жінок Грузинів здобула перше місце, а Д. Тарнавська — друге. Такі ж місця зайняли в категорії юніорів Павлюк і Грещак. Грузинів, Павлюк, Грещак грали в українській збірній проти естонців і німців в 1947 р.
- бокс — слабо діяльна — одні змагання.
- футбол — команда змагалася в обласній лізі і в 1947 р. здобула 2-е місце та грала за вихід до вищого дивізіону.
- лижний спорт — участь у зональних змаганнях 1947 р. та в змаганнях «Лева». Через брак вправних атлетів обмежилася до вишколу молоді.
- високогірний туризм — секцію творили фанатики гір Андрій Гарасевич, Юрій Федорович, Юрій Любинецький, Володимир Логуш, Теодор Врублівський, Левицький і Кушнір. Вони дісталися з різних сторін і з різних підходів до майже всіх верхів берхтесгаденських Альп. 28 червня 1947 р. Гарасевич, Логуш і Врублівський здобули як перші українці в рекордному часі 9 годин Східню Стіну Великого Вацмана. Здобуваючи Малого Вацмана на т. зв. Вестванд 24 липня 1947 р. загинув А. Гарасевич (нар. 1917 р. у Львові), якому належить історичне звання найбільшого українського альпініста. За свій ентузіазм заплатив життям. Берхтесгаденські українці на місці трагедії пропам'ятну таблицю.
- культурно-освітня праця — 6 грудня 1947 р. провели академію на честь проф. Боберського. Старанням інж. В. Колодія і інж. Татомира в таборовому радіо прочитано 38 популярних рефератів на спортивні теми.